# 京都市立岩倉南小学校
京都市立岩倉南小学校（きょうとしりついわくらみなみしょうがっこう）は、京都府京都市左京区岩倉下在地町に所在する公立小学校。

## 沿革
- 1983年（昭和58年） - 12月2日、現在地において校舎建設起工式。
- 1984年（昭和59年） - 4月1日、明徳小学校南分校開設。
- 1985年（昭和60年） - 京都市立岩倉南小学校として独立開校。[1][2][3]

## 校歌
作詞：吉村義夫

作曲：船越修

## 通学区域
通学区域は以下の25地域。
- 岩倉忠在地町（叡山電鉄鞍馬線以南）
- 岩倉三宅町（叡山電鉄鞍馬線以西）
- 岩倉南三宅町
- 岩倉大鷺町
- 岩倉中大鷺町
- 岩倉南大鷺町
- 岩倉東宮田町
- 岩倉西宮田町
- 岩倉東五田町
- 岩倉西五田町
- 岩倉南四ノ坪町
- 岩倉北四ノ坪町
- 岩倉南桑原町
- 岩倉北桑原町
- 岩倉西河原町（岩倉惣墓南西の府道106号線と叡山電鉄鞍馬線が接する所以西。）
- 岩倉中河原町
- 岩倉南河原町
- 岩倉三笠町
- 岩倉木野町 (皆越地区の飛び地は市原野小学校区。)
- 岩倉幡枝町
- 岩倉南池田町
- 岩倉北池田町
- 岩倉南平岡町
- 岩倉北平岡町
- 岩倉南木野町

## 脚註